# Martenica
Martenica (bugarski: mартеница; makedonski: мартинка; ; rumunjski: mărțișor; grčki: μάρτης) je rukotvorina izrađena od crvenih i bijelih vunenih niti te sadrži poruke dobrih i pozitivnih osjećaja i očekivanja. Ističe se 1. ožujka (u Bugarskoj „Dan Babe Marte”) kada se nosi kao narukvica oko ruke, ali i vješa na grane stabala kao vjesnik proljeća i simbol plodnosti. Bijela boja pritom simbolizira čistoću, nevinost, sreću i ljepotu, a crvena boja vitalnost, zdravlje, ljubav i pobjedu.
Kulturni običaji povezani s 1. ožujkom obuhvaćaju tradicije koje se prenose od davnih vremena kako bi proslavile početak proljeća u Bugarskoj, Makedoniji, Rumunjskoj i Moldaviji, s time da je u Rumunjskoj malo drugačija praksa, te se smatra jedinstvenim običajem, poznat kao Martisor. Da li su, i kako su ovi običaji u svezi je i dalje predmet rasprave među etnolozima. No, oni su svi upisani na popis nematerijalne svjetske baštine 2017. godine kao „Kulturni običaji povezani s 1. ožujkom” jer „u ovim običajima sudjeluju svi pripadnici zainteresiranih zajednica bez obzira na njihovu dob, a običaji pridonose društvenoj koheziji, međugeneracijskoj razmjeni i interakciji s prirodom, poticanje različitosti i kreativnosti”.

## Odlike
Glavna praksa sastoji se od izrade, poklanjanja i nošenja crvene i bijele niti, koja se oslobađa kada se vide prvo procvjetalo stablo, lastavica ili roda. Nekoliko drugih lokalnih praksi također čine dio veće proljetne proslave, kao što su postupci pročišćavanja u Moldaviji. Predmeti se smatraju simboličnom zaštitom od opasnosti kao što su hiroviti vremenski uvjeti, pri čemu običaji osiguravaju siguran prijelaz iz zime u proljeće za pojedince, skupine i zajednice.

### Bugarska
U nekim se područjima Bugarske koristi samo crveni konac, u nekima ima više boja, no uvijek dominira crvena; ponegdje se koncu dodavala zlatna ili srebrna kovanica. Samome izgledu martenice, ljepoti izrade, bogatstvu oblika, u narodnome se stvaralaštvu kasnije pridavao veći značaj, pa su se počele izrađivati od vune, svilenog ili pamučnog konca i bile su različitih oblika: u obliku kovanica, zviždaljki itd., a to je osobito vidljivo današnjih dana.
Prvog ožujka pazilo se da se ne dotakne crni kotao na lancu iznad ognjišta, da ne bi nevrijeme ili neka nepogoda uništila polja. Ostao je i običaj da se ispeku mali hljepčići koji bi se premazali medom i podijelili svim domaćinima uokolo, kako bi ih i oni također čuvali od bolesti. U Razgradskom području, domaćice u svitanje na stablo stavljaju crvenu tkaninu, ne bi li razveselile Babu Martu. U Trojanskom području žene prije svanuća okite crvenom vunom ulazna vrata, stabla voćaka, posuđe s mliječnim proizvodima, rogove stoke itd. A u Haskovu, baka koja rano, prije svitanja pravi martenice svojim unucima, oblači se sva u crveno. Otud i dolazi narodno vjerovanje da Baba Marta prvoga ožujka obilazi ljude i usjeve obučena u crvenu haljinu, s crvenom maramom na glavi i u crvenim čarapama.
Martenica se stavlja na lijevu stranu kaputa, pulovera, haljine, blizu srca, i tu ostaje sve do prvog susreta s lastavicom ili rodom, vjesnicima ponovnog buđenja prirode. Tada ih se skida i stavlja na rascvjetalo ili ozelenjelo drvo.

## Povijest
Tradicija martenica se odnosi na drevnu pogansku povijest Balkanskog poluotoka i na sve poljoprivredne kultove prirode. Neke posebne značajke rituala, osobito vezanje upletenih bijelih i crvenih vunenih niti, rezultat su stoljetne tradicije i sugeriraju tračansko (paleo-balkansko) ili eventualno helensko ili rimsko podrijetlo.
Focije I. u svom „Leksikonu” spominje grčki običaj kroke (κρόκη), u kojemu su svećenici (μύσται) vezali crvenu nit (κρόκη) oko dječje desne ruke ili noge koja bi ih štitila od zlih duhova i vještica
Pučka legenda o martenicama, zapisana početkom 20. st., seže u doba velikih migracija naroda. Ona kaže da je jedan bugarski vladar (kan Asparuh?) imao sestru koju je veoma volio. Nakon jedne od bitki (Bitka kod Ongala 680. god.?) želio joj je poslati znak da zna da je živ i da je dobro. Privezao je golubu (orlu) oko noge bijeli konac, poprskan kapima svoje krvi (iz rane zadobivene na bojnom polju) i poslao ga sestri (u drugoj verziji konac biva poprskan krvlju kada stražari nehotice strijelama ubiju orla-glasnika). Kad je primila ovaj znak od svog brata, sestra ga je privezala oko svoje ruke.
Danas je još uvijek neformalno obrazovanje najčešće sredstvo prijenosa običaja; u ruralnim područjima se mlade djevojke poučavaju o tome kako napraviti niti od starijih žena, dok u urbanim sredinama učenici uče od učitelja, obrtnika i neformalnog obrazovanja. Još jednu prigodu za prijenos omogućavaju radionice Martenitsa/Martinka/Mărţişor koje organiziraju etnografski muzeji. Dotične zajednice aktivno su uključene u napore za popisivanje, istraživanje, dokumentiranje i promociju elementa, a u tijeku su brojni kulturni projekti usmjereni na njegovo očuvanje.

## Vanjske poveznice
- Ko je Baba Marta i zašto se nose vunene crveno-bele narukvice? Naissus.info 3. ožujka 2018.